# Cryptolobatidae
Cryptolobatidae là một họ của Ctenophora. Đây là họ duy nhất trong bộ Cryptolobiferida và chứa hai chi, mỗi chi có một loài duy nhất.

## Phân loại
- Chi Cryptolobata
  - Cryptolobata primitiva Moser, 1909 - được tìm thấy ở Indonesia và có thể là một dạng ấu trùng.
- Chi Lobocrypta
  - Lobocrypta annamita Dawydoff, 1946 - được tìm thấy ở biển Trung Quốc.